# Måneport
En måneport (kinesisk: 月亮门; pinyin: yuèliàngmén) er en cirkulær åbning i en havemur, der fungerer som en port for fodgængere, og det er et traditionelt element i kinesisk havearkitektur. Måneporte har mange forskellige spirituelle betydninger for hvert stykke tegl i porten og for selve formen. Det skrånende tag på porten repræsenterer halvmånen i de kinesiske somre og spidserne på teglstenene har talismaner i enden. Kinesiske haver bruges ofte til at vise social klasse og skønhed i forskellige vestlige kulturer.